# Jean-Noël Ternynck
Jean-Noël Ternynck est un poète flamand né à Steenvoorde le 4 janvier 1946 et mort le 13 octobre 2017 à Hazebrouck. Il a publié deux recueils de poèmes en flamand de France : Van gister toet vandage (1997, Werkgroep de Nederlanden) et Van de Leie toet de zee (1998, Yser Houck).